# 雜斑無線鰨
雜斑無線鰨為輻鰭魚綱鰈形目鰨亞目舌鰨科的中一種，為深海魚類，分布於東南大西洋南非東倫敦海域，棲息深度550-800公尺，體長可達9公分，棲息在底層水域，生活習性不明。

## 扩展阅读
維基物種上的相關：雜斑無線鰨